# Halovivax
Genre
Espèces de rang inférieur
- Halovivax asiaticus
- Halovivax ruber

Halovivax est un genre d'archées halophiles de la famille des Halobacteriaceae.